# باري براون (ملاكم)
باري براون (بالإنجليزية: Barry Brown)‏ (20 مايو 1931 في نيوزيلندا - 1 نوفمبر 2004) هو ملاكم نيوزلندي، صنّف ضمن فئة وزن الويلتر والوزن المتوسط.

## إحصائيات
خاض خلال مسيرته 31 نزالا، لم يتعادل .

## روابط خارجية
- باري براون على موقع بوكس ريك (الإنجليزية) (registration required)